# Герб Мурманской области
Герб Мурманской области является символом Мурманской области, принят 6 июня 2004 года. Автор герба — Пётр Абарин.

## Описание
Герб Мурманской области представляет собой четырёхугольный, с закруглёнными нижними углами, заострённый в оконечности геральдический щит, в лазоревой главе которого золотое северное сияние. В червлёном поле скрещённые золотой якорь и серебряные кирка с мечом.
Северное сияние символизирует расположение Мурманской области за Полярным кругом. Якорь — символ мореплавания, рыбного промысла. Кирка — символ горно-рудной промышленности. Меч — символ ратного труда и воинской славы. Лазурь — символ красоты и величия. Червлёный цвет — символ мужества и силы. Золото — символ богатства. Серебро — символ чистоты.